# Krušovce
Krušovce (hongrois : Nyitrakoros) est un village de Slovaquie situé dans la région de Nitra.

## Histoire
Première mention écrite du village en 1158.

## Démographie

### Évolution de la population
| Année:               | 1994. | 2004.   | 2014.   | 2024.   |
| -------------------- | ----- | ------- | ------- | ------- |
| Nombre de personnes: | 1695  | 1834    | 1732    | 1724    |
| Différence:          |       | +8,20 % | -5,56 % | -0,46 % |

| Année:               | 2023. | 2024.   |
| -------------------- | ----- | ------- |
| Nombre de personnes: | 1741  | 1724    |
| Différence:          |       | -0,97 % |